# Carpodacus grandis
Carpodacus grandis là một loài chim trong họ Fringillidae.